# Nachtorchis
Nachtorchis (Platanthera) is een geslacht van terrestrische orchideeën. Ze komen vooral in de gematigde streken van het noordelijk halfrond voor. Twee soorten zijn ook in België en Nederland te vinden.

## Naamgeving en etymologie
Synoniemen
- Lysias Salisb. ex Rydb. (1812)
- Sieberia Spreng. (1817)
- Mecosa Blume (1825)
- Diplanthera Raf. (1833), nom. illeg.
- Tulotis Raf. (1833)
- Perularia Lindl. (1834)
- Blephariglottis Raf. (1837)
- Conopsidium Wallr. (1840)
- Diphylax Hook.f. (1889)
- Lymnorchis Rydb. (1900)
- Lysiella Rydb. (1900)
- Gymnadeniopsis Rydb. (1901)
- Piperia Rydb. (1901)
- Denslovia Rydb. (1931)
- Pseudodiphryllum Nevski (1935)
- Smithorchis Tang & F.T.Wang (1936)
- Fimbriella Farw. ex Butzin (1981)

De botanische naam Platanthera is een samenstelling van het Oudgriekse πλατύς, platus (breed uit, wijd uiteen) en ἀνθηρά, anthēra (meeldraad), en verwijst naar de wijd uiteenstaande pollinia van de typesoort Platanthera bifolia.
De naam van het geslacht werd in 1817 voorgesteld door Louis Claude Marie Richard.

## Kenmerken
De soorten van het geslacht Platanthera zijn terrestrische, overblijvende planten (geofyten), die overwinteren met twee ei- tot raapvormige wortelknollen.
Het zijn middelgrote, slanke, tot 40 cm hoge planten, met meestal twee grote ovale bladeren aan de basis en hogerop de stengel een aantal smalle, schutbladachtige blaadjes.
De bloeiwijze is een losbloemige aar met vijf tot vijfentwintig kleine, sterk ruikende bloemen. De zijdelingse sepalen zijn afstaand, de bovenste sepaal en de petalen vormen een helm. De lip is ongedeeld, lang en tongvormig, met een lang met nectar gevuld spoor. Het stigma is ongedeeld en vlak. De pollinia staan aan de basis ver uit elkaar.
De meeste nachtorchissen bloeien aan het einde van de lente of in de vroege zomer.

## Habitat
Nachtorchissen zijn over het algemeen planten van kalkrijke, vochtige of droge bodems op zonnige of lichtbeschaduwde plaatsen, zoals kalkgraslanden, lichte bossen en struwelen. Sommige soorten komen echter ook in zure milieus voor zoals in heide en moerassen.

## Voorkomen
Gematigde en subarctische streken van het noordelijk halfrond: Europa van Scandinavië tot Noord-Afrika, Madeira, IJsland, Azië vanaf Klein-Azië over Rusland tot aan de Himalaya, Noord-Amerika met inbegrip van Alaska.

## Verwantschap en soorten
Het geslacht is nauw verwant aan de geslachten Pseudorchis, Gymnadenia en Dactylorhiza.
Naargelang de taxonoom telt het geslacht 80 tot 100 soorten. In België en Nederland komen twee soorten voor:
- Bergnachtorchis (Platanthera chlorantha) (Custer) Rchb. (1828) (Eurazië)
- Welriekende nachtorchis (Platanthera bifolia) (L.) L.C.Rich. (1817) (Europa tot Noord-Afrika)

In Europa komen verder nog voor:

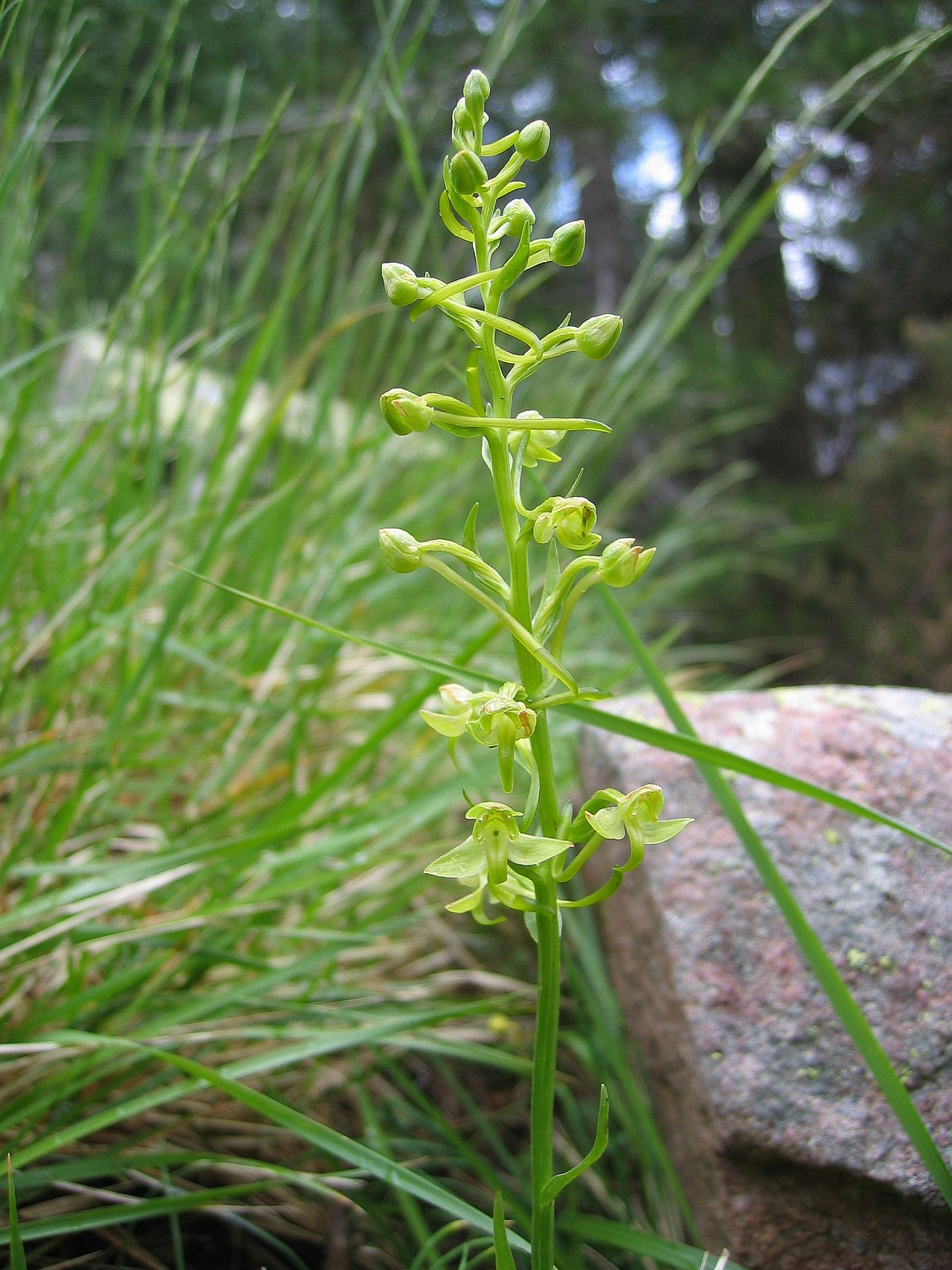
Platanthera algeriensis
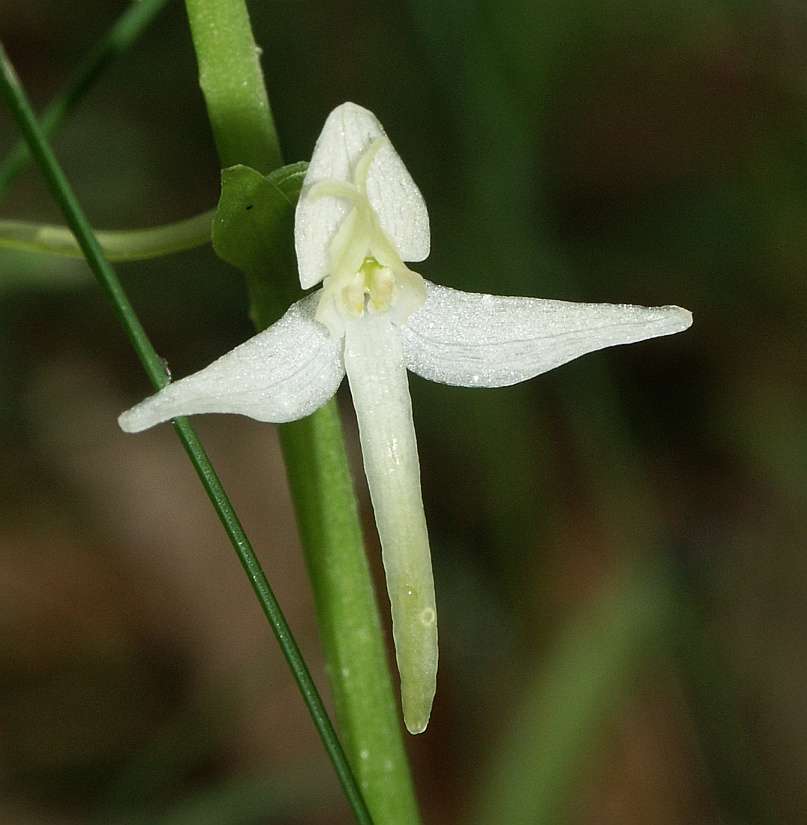
Welriekende nachtorchis (Platanthera bifolia)
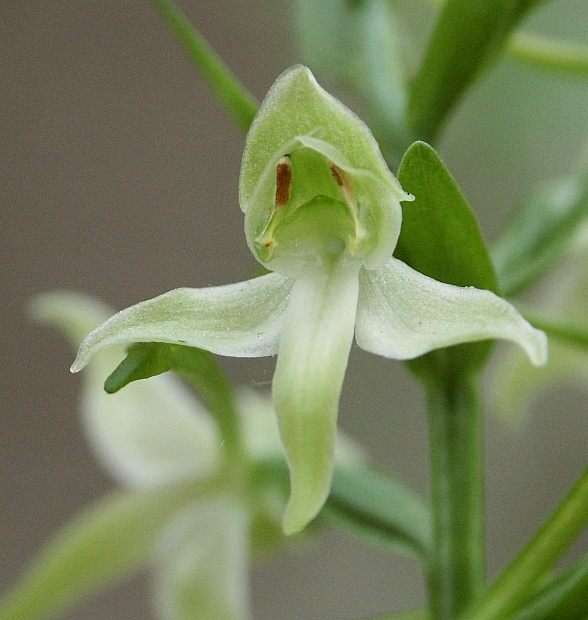
Bergnachtorchis (Platanthera chlorantha)
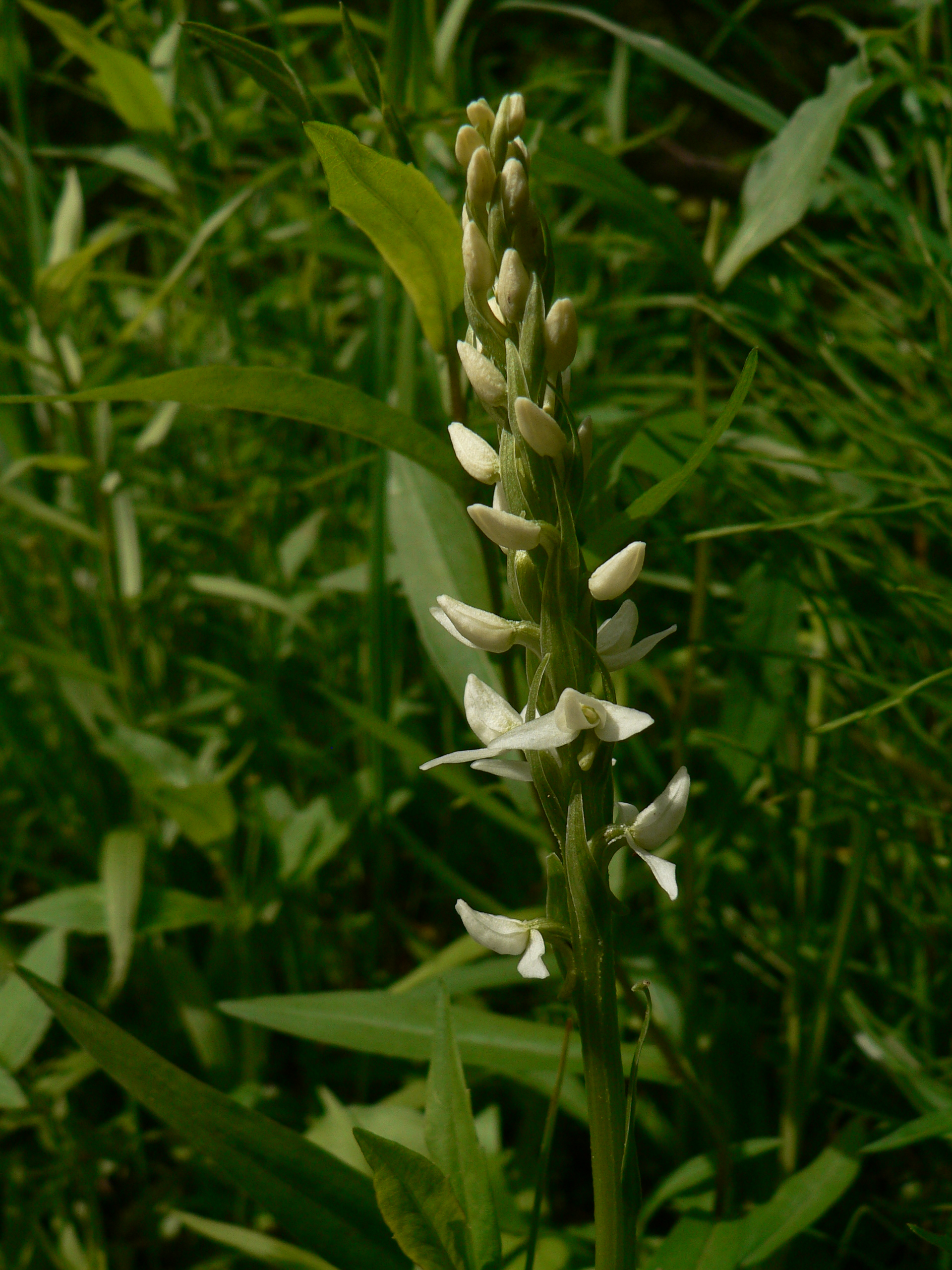
Platanthera azorica
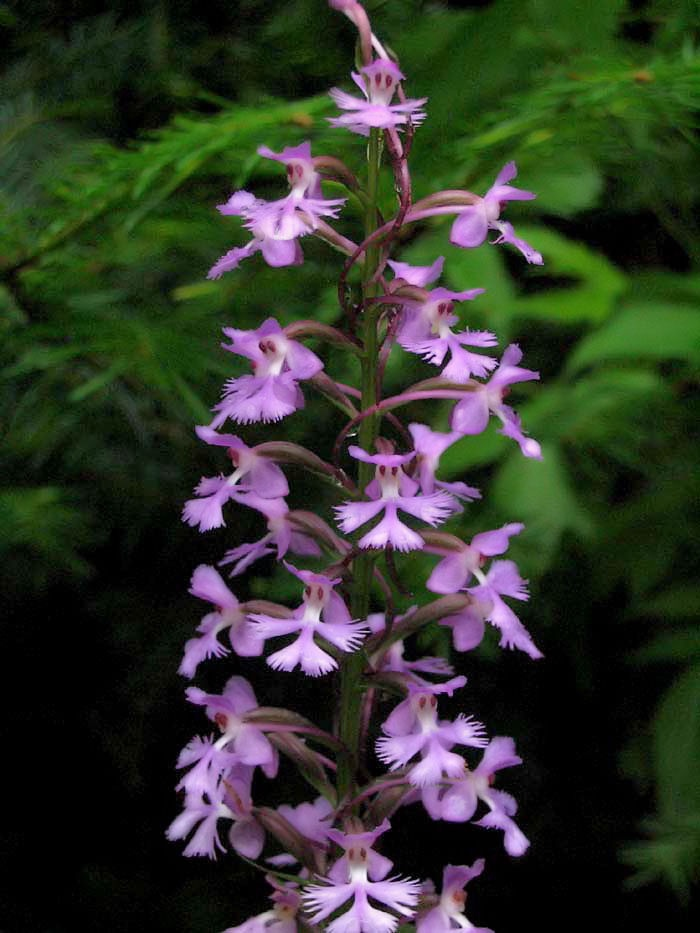
Platanthera hyperborea
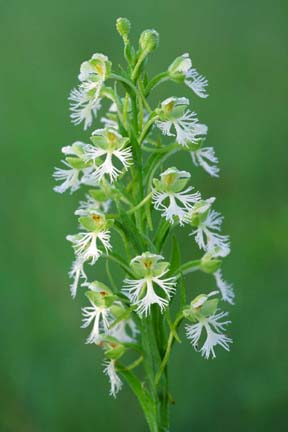
Platanthera micrantha
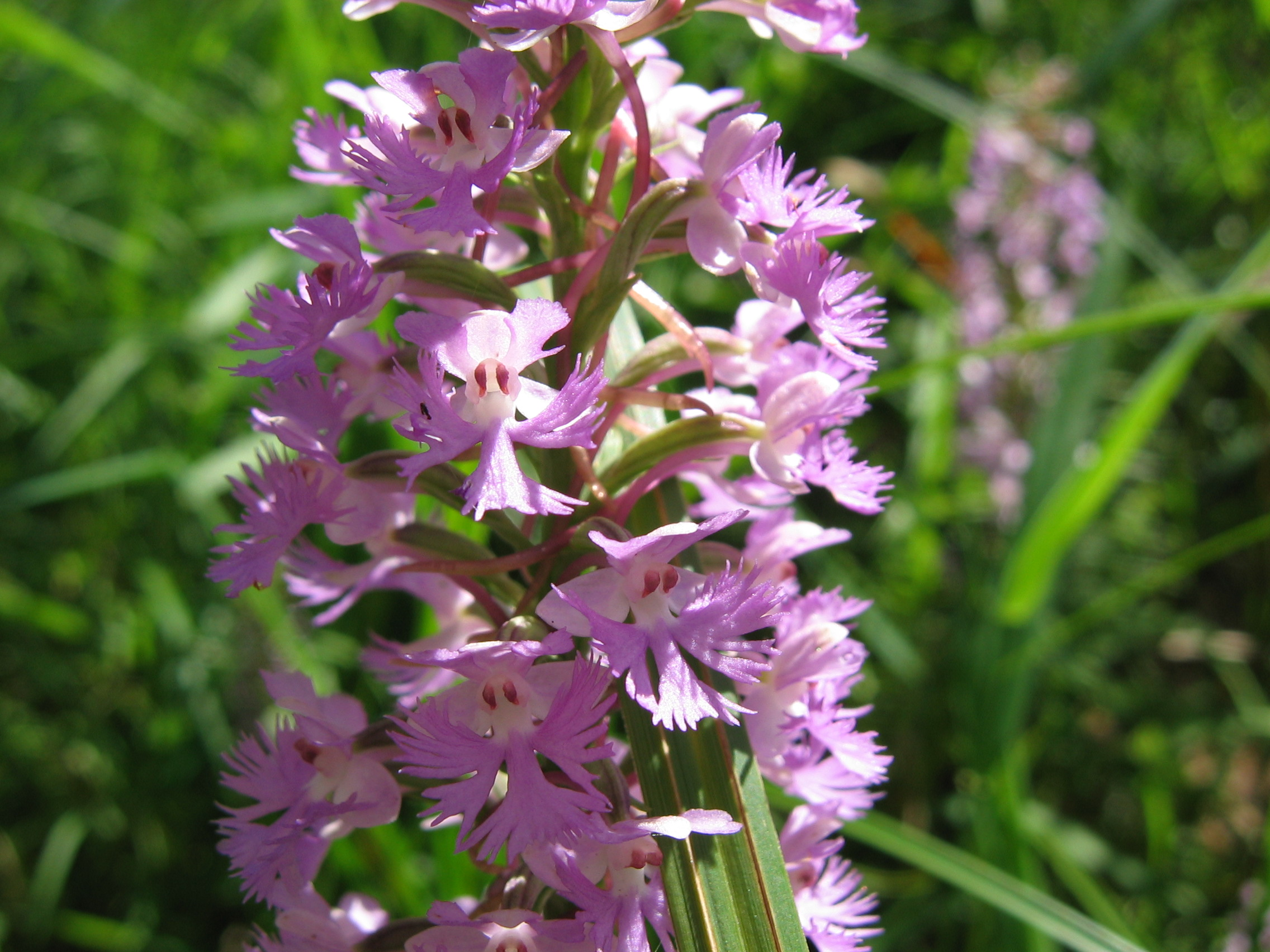
Platanthera oligantha
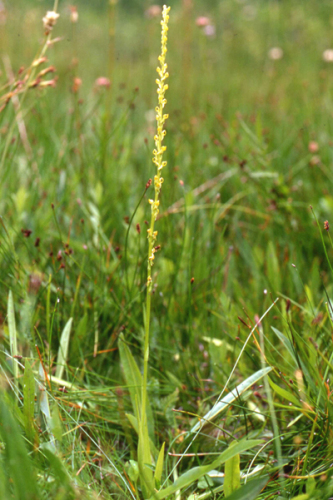
Platanthera yosemitensis

- Platanthera algeriensis
- Welriekende nachtorchis (Platanthera bifolia)
- Bergnachtorchis (Platanthera chlorantha)
- Platanthera dilatata
- Platanthera grandiflora
- Platanthera leucophaea
- Platanthera psycodes
- Platanthera yosemitensis